# Meretrix
Uma meretrix (plural: meretrices) era na a Roma antiga uma prostituta registrada, a palavra portuguesa meretriz tem sua origem na palavra meretrix, e o mesmo significado. Prostitutas não registradas caíam na categoria geral prostibulae.

## Condições

### Estatuto jurídico
No direito Romano, o statu das meretrizes era específica e fortemente regulamentado. Elas foram obrigadas a registrarem-se com os edis, e (a partir de Calígula) a pagarem impostos. Eram consideradas "pessoas infames" e tinham negados muitos direitos civis que os outros cidadãos tinham. Não podiam prestar depoimento em tribunal, e romanos de nascimento livre eram proibidos de casar com elas.

### Bordéis
Como a relação sexual com uma meretrix era quase normativa para os adolescentes do sexo masculino do período, e permitida para os homens casados se a prostituta fosse registrada corretamente, bordéis eram comumente dispersos em torno das cidades Romanas, muitas vezes encontrados entre as casas de respeitáveis famílias. Muitas vezes, autores romanos fariam distinções entre meretrices de "boa-fé" que verdadeiramente amavam os seus clientes, e prostitutas de "má fé",  que eram atraídas apenas pelo seu dinheiro.

## Leitura complementar
- Anne Duncan; Thomas McGinn (2002).  Laura McClure; Kim M. Phillips; Barry Reay, eds. Prostitutes and Courtesans in the Ancient World ["Sexualidades na história: um leitor"]. Infamous performers. Col: Wisconsin studies in classics. [S.l.]: Routledge. ISBN 0-299-21314-5
- Giacomo Biffi. "Casta Meretrix: "A Casta Prostituta" : um Ensaio sobre a Eclesiologia de santo Ambrósio". Saint Austin Press, 2000.
- (Polonês) Andrzej Sokala. Meretrix eu os jej pozycja w prawie rzymskim. Wydawnictwo UMK, 1998.
- Roy K. Gibson; Ovid. Ars Amatoria. [S.l.: s.n.] ISBN 978-0-521-81370-9
- Giacomo Biffi (2000). Casta meretrix: "the chaste whore" : an essay on the ecclesiology of St. Ambrose. [S.l.: s.n.] ISBN 978-1-901157-34-5
- James A. Brundage (1990). «Prostitution». Law, sex, and Christian society in medieval Europe. [S.l.: s.n.] ISBN 978-0-226-07784-0
- Andrzej Sokala (1998). Meretrix i jej pozycja w prawie rzymskim. [S.l.: s.n.] ISBN 978-83-231-0995-2
- George Eckel Duckworth (1994). The nature of Roman comedy: a study in popular entertainment. [S.l.: s.n.] ISBN 978-0-8061-2620-3
- Thomas A. McGinn (2004). The economy of prostitution in the Roman world: a study of social history & the brothel. [S.l.: s.n.] ISBN 978-0-472-11362-0